# EF Весов
EF Весов (лат. EF Librae), HD 136446 — одиночная переменная звезда в созвездии Весов на расстоянии (вычисленном из значения параллакса) приблизительно 2333 световых лет (около 715 парсеков) от Солнца. Видимая звёздная величина звезды — от +11,5m до +10,9m.

## Характеристики
EF Весов — красная пульсирующая медленная неправильная переменная звезда (LB) спектрального класса M6.